# Alcaracejos (kommunhuvudort)
Alcaracejos är en kommunhuvudort i Spanien.   Den ligger i provinsen Province of Córdoba och regionen Andalusien, i den centrala delen av landet, 250 km söder om huvudstaden Madrid. Alcaracejos ligger 622 meter över havet och antalet invånare är 1 458.
Terrängen runt Alcaracejos är platt. Runt Alcaracejos är det glesbefolkat, med 8 invånare per kvadratkilometer. Närmaste större samhälle är Pozoblanco, 10,3 km öster om Alcaracejos. Trakten runt Alcaracejos består till största delen av jordbruksmark.